# Pimpinella supersaxifraga
Pimpinella supersaxifraga är en flockblommig växtart som beskrevs av Hübl. Pimpinella supersaxifraga ingår i släktet bockrötter, och familjen flockblommiga växter. Inga underarter finns listade i Catalogue of Life.